# Chris Evans
Christopher Robert „Chris” Evans (n. 13 iunie 1981, Boston, Massachusetts, SUA) este un actor și regizor de film american. Este cunoscut în special pentru rolul de supererou al personajului Marvel Comics Steve Rogers / Captain America din Marvel Cinematic Universe și Johnny Storm / Human Torch din Fantastic Four (2005) și Fantastic Four: Rise of the Silver Surfer (2007).

## Biografie

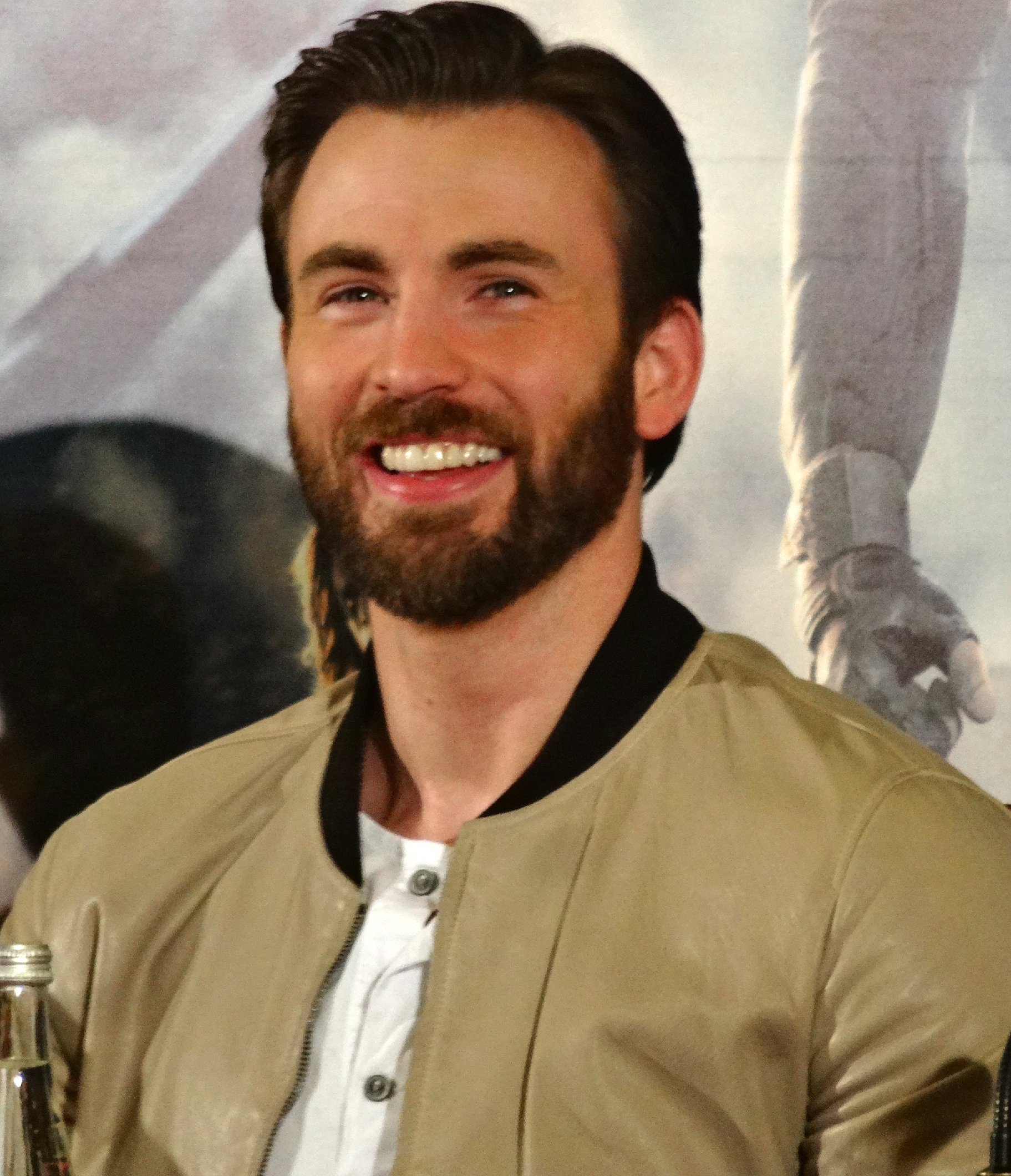
Evans la conferința de presă de la lansarea Captain America: The Winter Soldier

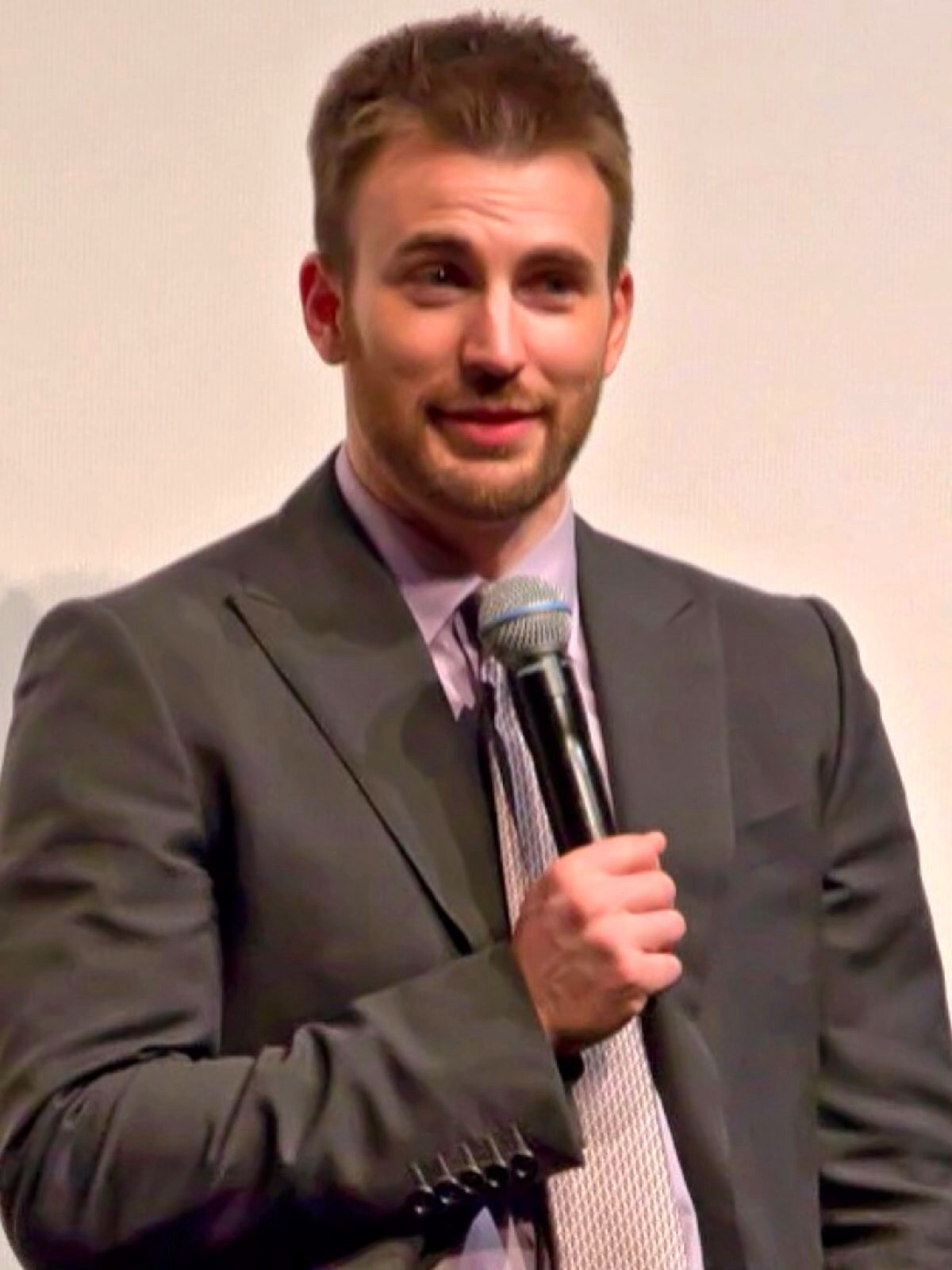
Evans în 2012

Chris Evans s-a născut pe 13 iunie 1981 în Boston și a crescut în orășelul Sudbury. Mama sa, Lisa (Capuano), este director artistic la Concord Youth Theater, iar tatăl său, Robert Evans, este dentist. Chris are două surori, Carly, absolventă a școlii de arte de la New York University și Shanna, o profesoară de dramatism și engleză la Lincoln-Sudbury Regional High School, dar și un frate mai mic, Scott, care de asemenea este actor și a apărut în telenovela One Life to Live de pe ABC. Unchiul lor, Mike Capuano, este reprezentant al Massachusetts Congressional district. Mama lui Chris este pe jumătate italiană și pe jumătate irlandeză. Chris a crescut într-o familie catolică.

## Viața personală
Din 2004 până în 2006, Evans a fost într-o relație cu actrița Jessica Biel. De asemenea, a mai avut o relație cu actrița Minka Kelly, în 2007 și 2012.
El sprijină drepturile LGBT, și are un interes sporit în filosofia buddhismului.

## Filmografie

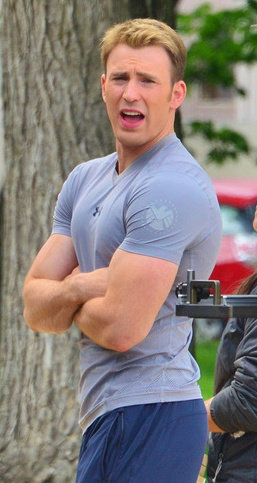
Evans la filmarea Captain America: The Winter Soldier în 2013

| An   | Titlu                                     | Rol                                   | Note                  |
| ---- | ----------------------------------------- | ------------------------------------- | --------------------- |
| 2000 | The Newcomers                             | Judd                                  |                       |
| 2001 | Not Another Teen Movie                    | Jake Wyler                            |                       |
| 2003 | The Paper Boy                             | Ben Harris                            | Scurtmetraj           |
| 2004 | The Perfect Score                         | Kyle Curtis                           |                       |
| 2004 | Cellular                                  | Ryan Hewitt                           |                       |
| 2005 | Fierce People                             | Bryce Langley                         |                       |
| 2005 | Fantastic Four                            | Johnny Storm / Human Torch            |                       |
| 2005 | London                                    | Syd                                   |                       |
| 2007 | TMNT                                      | Casey Jones                           | Voce                  |
| 2007 | Sunshine                                  | James Mace                            |                       |
| 2007 | Fantastic Four: Rise of the Silver Surfer | Johnny Storm / Human Torch            |                       |
| 2007 | The Nanny Diaries                         | Hayden "Harvard Hottie"               |                       |
| 2007 | Battle for Terra                          | Stewart Stanton                       | Voce                  |
| 2008 | Street Kings                              | Detectiv Paul Diskant                 |                       |
| 2009 | Push                                      | Nick Gant                             |                       |
| 2009 | The Loss of a Teardrop Diamond            | Jimmy Dobyne                          |                       |
| 2010 | The Losers                                | Jake Jensen                           |                       |
| 2010 | Scott Pilgrim vs. the World               | Lucas Lee                             |                       |
| 2011 | Puncture                                  | Michael David "Mike" Weiss            |                       |
| 2011 | Captain America: The First Avenger        | Steve Rogers / Captain America        |                       |
| 2011 | What's Your Number?                       | Colin Shea                            |                       |
| 2012 | The Avengers                              | Steve Rogers / Captain America        |                       |
| 2013 | The Iceman                                | Robert "Mr. Freezy" Pronge            |                       |
| 2013 | Snowpiercer                               | Curtis Everett                        |                       |
| 2013 | Thor: The Dark World                      | Steve Rogers / Captain America / Loki | cameo necreditat      |
| 2014 | Captain America: The Winter Soldier       | Steve Rogers / Captain America        |                       |
| 2014 | Before We Go                              | Nick Vaughan                          | Regizor și producător |
| 2015 | Avengers: Age of Ultron                   | Steve Rogers / Captain America        |                       |
| 2015 | Playing It Cool                           | Naratorul                             |                       |
| 2016 | Captain America: Civil War                | Steve Rogers / Captain America        |                       |

| An   | Titlu                 | Rol                            | Note                                                         |
| ---- | --------------------- | ------------------------------ | ------------------------------------------------------------ |
| 2000 | Opposite Sex          | Cary Baston                    | Lead Role                                                    |
| 2000 | The Fugitive          | Zack Lardner                   | Episodul: "Guilt"                                            |
| 2001 | Boston Public         | Neil Mavromates                | Episodul: "Chapter Nine"                                     |
| 2002 | Eastwick              | Adam                           | TV pilot                                                     |
| 2003 | Skin                  | Brian                          | Episodul: "Pilot"                                            |
| 2008 | Robot Chicken         | Diverse voci                   | Episodul: "Monstourage"                                      |
| 2009 | Attack of the Show!   | El însuși                      | Episodul: "1.906"                                            |
| 2015 | Marvel's Agent Carter | Steve Rogers / Captain America | via archival footage from Captain America: The First Avenger |

| An   | Titlu                          | Rol                            | Note |
| ---- | ------------------------------ | ------------------------------ | ---- |
| 2005 | Fantastic Four                 | Johnny Storm / The Human Torch | Voce |
| 2011 | Captain America: Super Soldier | Steve Rogers / Captain America | Voce |

## Premii
| An   | Lucrare nominalizată                      | Premiu                                                                 | Rezultat     |
| ---- | ----------------------------------------- | ---------------------------------------------------------------------- | ------------ |
| 2005 | Fantastic Four                            | MTV Movie Award for Best On-Screen Team                                | Câștigat     |
| 2007 | Fantastic Four: Rise of the Silver Surfer | Teen Choice Award for Choice Movie Actor: Action Adventure             | Câștigat     |
| 2007 | Fantastic Four: Rise of the Silver Surfer | Teen Choice Award for Choice Movie: Rumble                             | Câștigat     |
| 2011 | Captain America: The First Avenger        | Scream Awards Best Superhero                                           | Câștigat     |
| 2011 | Captain America: The First Avenger        | Saturn Award for Best Actor                                            | Nominalizare |
| 2011 | Captain America: The First Avenger        | People's Choice Award for Favorite Movie Superhero                     | Nominalizare |
| 2011 | Captain America: The First Avenger        | MTV Movie Award for Best Hero                                          | Nominalizare |
| 2011 | Captain America: The First Avenger        | Teen Choice Award for Choice Movie: Fight                              | Nominalizare |
| 2011 | Captain America: The First Avenger        | Teen Choice Award for Choice Summer Movie Star: Male                   | Nominalizare |
| 2012 | The Avengers                              | Teen Choice Award for Choice Movie: Male Scene Stealer                 | Nominalizare |
| 2013 | The Avengers                              | People's Choice Award for Favorite Action Movie Star                   | Nominalizare |
| 2013 | The Avengers                              | Peoples Choice Award for Favorite Movie Superhero                      | Nominalizare |
| 2013 | The Avengers                              | MTV Movie Award for Best Fight (shared with cast)                      | Câștigat     |
| 2014 | Captain America: The Winter Soldier       | Teen Choice Award for Choice Movie Actor: Sci-Fi/Fantasy               | Nominalizare |
| 2014 | Captain America: The Winter Soldier       | Critics' Choice Movie Award for Best Actor in an Action Movie          | Nominalizare |
| 2015 | Captain America: The Winter Soldier       | People's Choice Award for Favorite Action Movie Actor                  | Câștigat     |
| 2015 | Captain America: The Winter Soldier       | People's Choice Award for Favorite Movie Duo (with Scarlett Johansson) | Nominalizare |